# Generalife

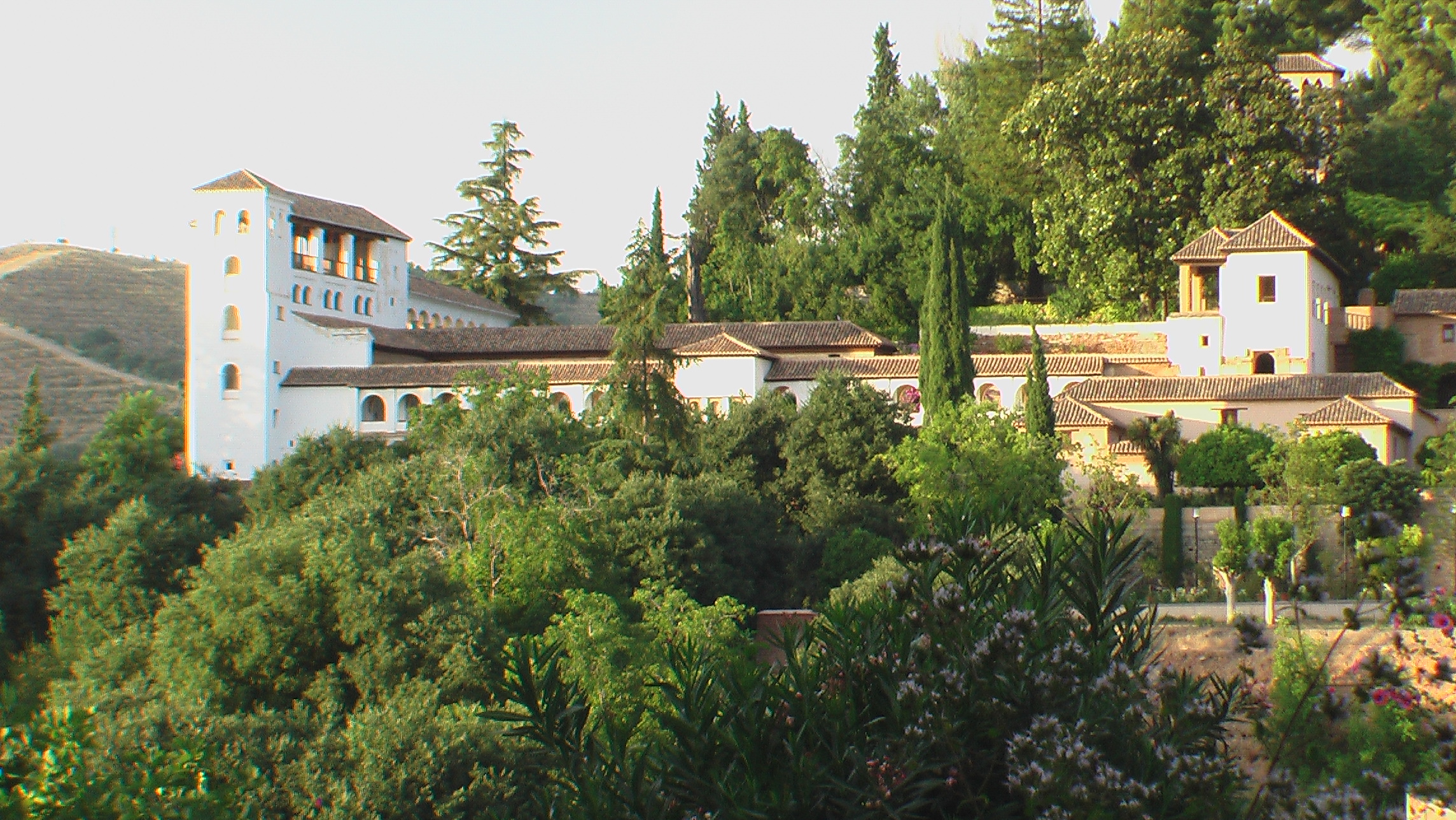
Generalife vom Parador (2010)

Der Palacio de Generalife (von arabisch جنة العريف, DMG ǧannat al-ʿarīf ‚Garten des Meisters/Sachverständigen‘ oder arabisch جنة العارف, DMG ǧannat al-ʿārif ‚Paradiesgarten des Mystikers‘) war der Sommerpalast und Landsitz der Nasriden-Sultane von Granada. Er wurde im Jahr 1984 von der UNESCO zum Weltkulturerbe erklärt.

## Geschichte
Der Palast und seine Gärten wurden im 13. Jahrhundert errichtet und bereits unter Ismail I. (1313–1324) umgebaut.
Die Anlage besteht aus dem Patio de la Acequia (Hof des Wasserkanals), der ein langes Wasserbecken, eingerahmt von Blumenbeeten, Brunnen, Kolonnaden und Pavillons aufweist, und dem Jardín de la Sultana (Garten der Sultanin). Ersterer wird als bestes Beispiel für einen mittelalterlichen Garten in Al-Andalus angesehen. Ursprünglich war der Generalife über einen überdachten Fußweg über die Schlucht hinweg mit der Alhambra verbunden.
Der Generalife  ist einer der ältesten verbleibenden maurischen Gärten.

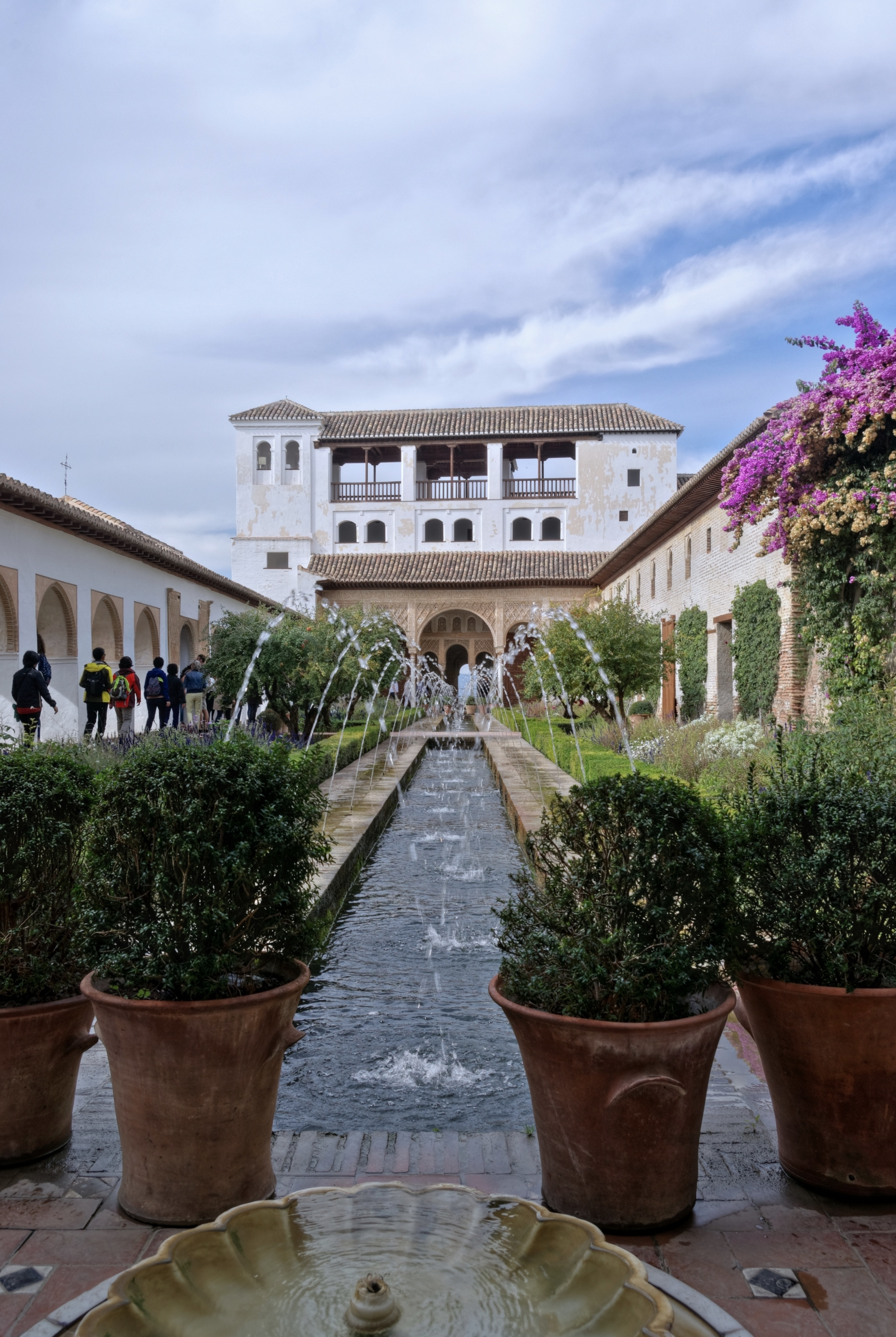
Wasserspiel im Patio de la Acequia

Die Anlage der heutigen Gärten wurde im Mai 1931 begonnen und im Oktober 1951 beendet. Die Fußwege wurden im traditionellen Stil Granadas mit einem Mosaik aus Kieseln gepflastert, weißen aus dem Fluss Darro und schwarzen aus dem Genil.